# Altiplano Eritreu
O Altiplano Eritreu são terras elevadas que se estendem das Terras Altas da Etiópia até o sul do país. A região tem sido desflorestada desde o período colonial italiano, que teve início no final do século XIX. O Altiplano sofre de desflorestação e erosão. Ademais a região, situada ao sul do Sahel, é atingida por frequentes secas e tende à desertificação.